# Griffon Fauve de Bretagne
Griffon Fauve de Bretagne (tiếng Anh: Fawn Brittany Griffon) là một giống chó thuộc loại scenthound, có nguồn gốc từ vùng Brittany của nước Pháp.

## Ngoại hình
Griffon Fauve de Bretagne có kích thước trung bình, có chiều cao từ 48–56 cm ở các vai, với bộ lông xù đặc biệt, tai dài gập, và đuôi dài. Giống này lộ xương ra ngoài và cơ bắp. Bộ lông có màu vàng nhạt hoặc vàng đỏ.

## Lích sử
Griffon Fauve de Bretagne được sử dụng để săn sói và heo rừng, và Francois I được biết là có nuôi Griffon Fauve de Bretagne. Với việc loại bỏ những con sói trong thế kỷ thứ mười chín, chúng gần như đã tuyệt chủng. Vào năm 1949, Marcel Pambrun thành lập Club de Fauve de Bretagne đã giữ phần còn lại của giống chó này sau khi được nông dân và thợ săn giúp đỡ. Kể từ những năm 1980, Griffon Fauve de Bretagne cùng với Basset Fauve de Bretagne, đã được phục hồi lại và trở thành giống chó săn phổ biến.
Loài này là một giốngchó săn tốt, vẫn được sử dụng ở Pháp để săn lợn rừng, nhưng cũng là một con chó gia đình tốt. Griffon Fauve de Bretagne đã được xuất khẩu sang các nước khác, nơi chúng được coi như một giống hiếm cho những người tìm kiếm một con vật cưng độc đáo.

## Sức khỏe và tập tính
Không có vấn đề sức khỏe bất thường ghi nhận sức khỏe cho giống chó này. Tính khí của giống chó này được mô tả trong tiêu chuẩn giống như là khôn ngoan và ngoan cường, nhưng hòa đồng và trìu mến với mọi người. Tính khí của từng con chó có thể thay đổi.

## Lien kết ngoài
- Search The Open Directory Project (DMOZ) links for clubs and information about the Griffon Fauve de Bretagne